# Friedrich Hölderlin

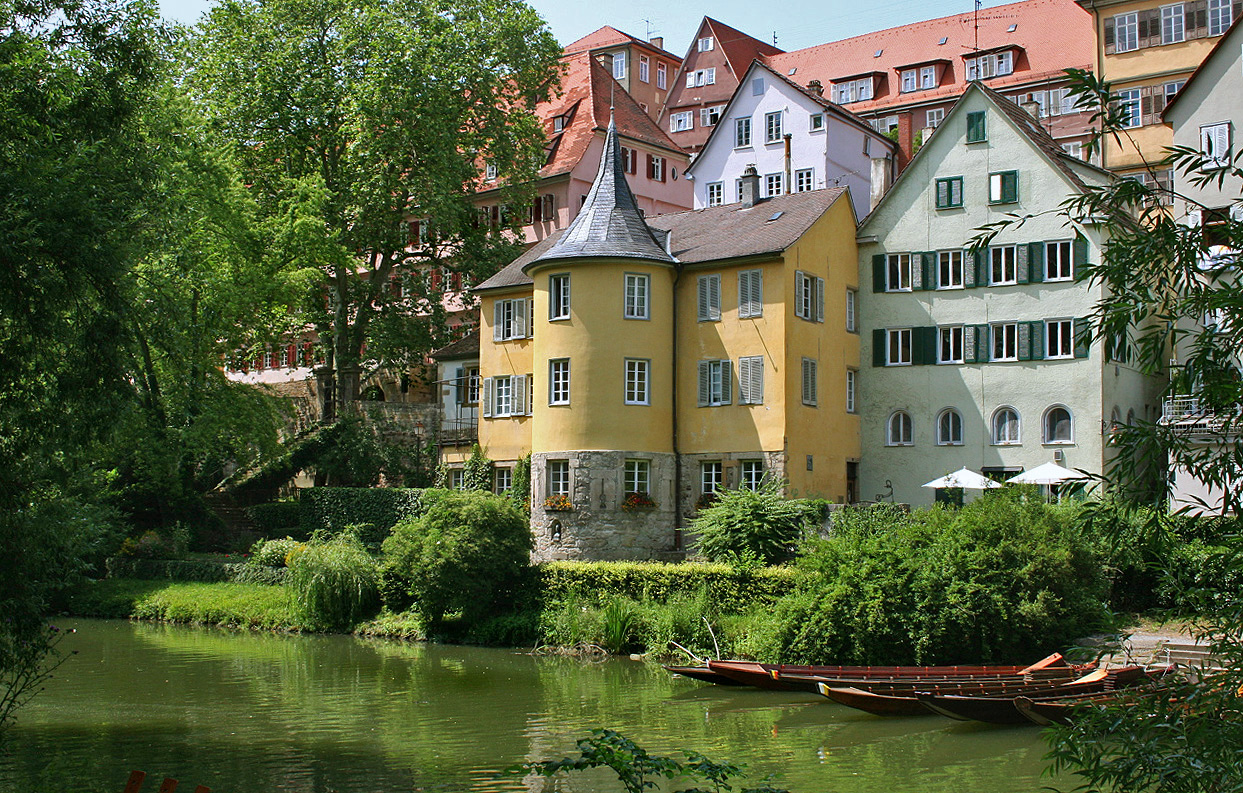
Tzv. 'Hölderlinturm' (Tübingen). Dům, v kterém žil v letech 1807 – 1843.

Johann Christian Friedrich Hölderlin (20. března 1770 Lauffen am Neckar – 6. června 1843 Tübingen) byl německý lyrik. Ve své tvorbě spojil prvky klasicismu a romantismu. V mládí byl ovlivněn pietismem. Jeho ódy a hymny byly technologicky inovativní pro formální překračování verše (stichomytie).
Tematicky psal Hölderlin výsostně metafyzickou poesii s přírodními a antickými motivy. Zlomky jeho hymnů z doby počínající schizofrenie ovlivnily surrealistickou literaturu. Hölderlin zemřel ve věku 73 let, posledních 40 let svého života byl však duševně chorý. Propuknutí jeho nemoci bylo pravděpodobně podpořeno skličujícími životními podmínkami v povolání domácího učitele, materiální nouzí a ztrátou blízkých osob.

## Životopis
Hölderlin se narodil v roce 1770 v Lauffenu na Neckaru. Jeho rodiče byli zaměstnáni v klášteře; otec Heinrich Friedrich Hölderlin (1736–1772) umřel dva roky po jeho narození, jeho matka Johanna Christiana se poté znovu provdala roku 1774 za Johanna Ch. Goka (1748–1779), obchodníka s vínem a později starostu Nürtingenu.
Na přání své matky nastupuje do semináře v klášteře v Maulbronnu, aby se stal duchovním. Poté pokračuje na univerzitu v Tübingenu, kde se seznamuje s filozofy G. W. F. Hegelem a F. W. J. Schellingem.
Roku 1796 se stává domácím učitelem v rodině frankfurtského bankéře Gontarda. Zde se setkává s jeho ženou Susette, do které se zamiluje, a má s ní poměr. Susette Gontardová je předlohou pro literární postavu Diotimy v jeho románu Hyperion. Když se Gontard dozvěděl o Hölderlinově vztahu ke své ženě, vyvolal skandál, Hölderlin jej inzultoval a následně podal okamžitou výpověď. Hölderlin se pak nacházel v obtížné finanční situaci, nedařilo se mu uživit se jako literát; svými slavnými mentory Schillerem a Goethem byl chápán jako pouhý začátečník. Stal se závislým na peněžní podpoře od své matky. Podnikl několik dalších pokusů uživit se jako domácí učitel, pokoušel se v tomto zaměstnaní dokonce uchytit ve Francii, ale právě tehdy, bez kontaktu s rodným jazykem u něj poprvé propukly záchvaty vzteku a zmatenosti. Jeho stav se ještě zhoršil po zprávě o náhlé smrti Susette Gontardové v roce 1802. Po roce 1804 psal již velmi zřídka a to pouze na výslovné přání svého ochránce. Své prosté, takřka dětské básně z šílenství antedatoval do 17. století a podepisoval nejčastěji "Scardanelli". Zemřel v roce 1843 a byl pochován na městském hřbitově v Tübingenu ('Stadtfriedhof Tübingen').

## Dílo
Hölderlin za svého "bdělého" života publikoval verše takřka jen časopisecky či v almanaších. Na přelomu svého pádu do šílenství vydal překlady Sofoklových tragédií a výbor svých vrcholných ód pod názvem Zpěvy noci.

### České překlady
- Hölderlin (česky 1932 v překladu Jana Zahradníčka v edici Prokletí básníci)
- Smířlivý, který nečekán více, Jediný (Sešity pro mladou literaturu, 1967/8, přeložil Rio Preisner)
- Světlo lásky, Československý spisovatel, Praha, 1977, přeložil Vladimír Mikeš
- Hyperion aneb Eremita v Řecku (Hyperion oder Der Eremit in Griechenland, 1797–1799, česky 1988 v překladu Antonína Peška) - lyrický román v dopisech, oslava člověka a přírody, osvícený rozum, zušlechtěný cit, mezník mezi klasicismem a romantismem. Jedno z nejosobitějších, myšlenkově nejpronikavějších a esteticky nejvytříbenějších děl klasické epochy německé literatury. Jeho romantický hrdina, jemuž dal básník jméno antického slunečního božstva, líčí v duchu obvyklého schématu vývojového románu své mládí, prožívá velké přátelství i povznášející lásku k Diotimě, poté prochází labyrintem neosvobozeného světa a snaží se bojovat za jeho osvobození, aby nakonec plně prožil tragickou tíhu loučení a osamění.
- Blažený mezi bohy, Český klub, Praha, 2000, překlad Antonín Pešek
- Antonín Brousek, Básnické dílo II, Překlady, Torst, Praha, 2015.

## Ukázka z díla
Báseň „V půli života“ (Hälfte des Lebens) otištěná poprvé roku 1804 v Taschenbuch für das Jahr 1805 (Almanach na rok 1805) nakladatele Friedricha Wilmanse. Český překlad básně opatřil Otokar Fischer.
V půli života

V plápolu žlutých květů

a plná planých růží

spadá v jezero zem;

vy labutě hebké,

a líbáním spity

hroužíte skráň

ve svatě střízlivou vodu.

Ó žel, kde vezmu já,

když mráz tu bude, růže, a kde

svit sluneční

a stín kde země?

Ční beze slova

mrazivé zdi, a větrem

prapory řinčí.
F. Hölderlin, V půli života, 1804